# Straßenroller

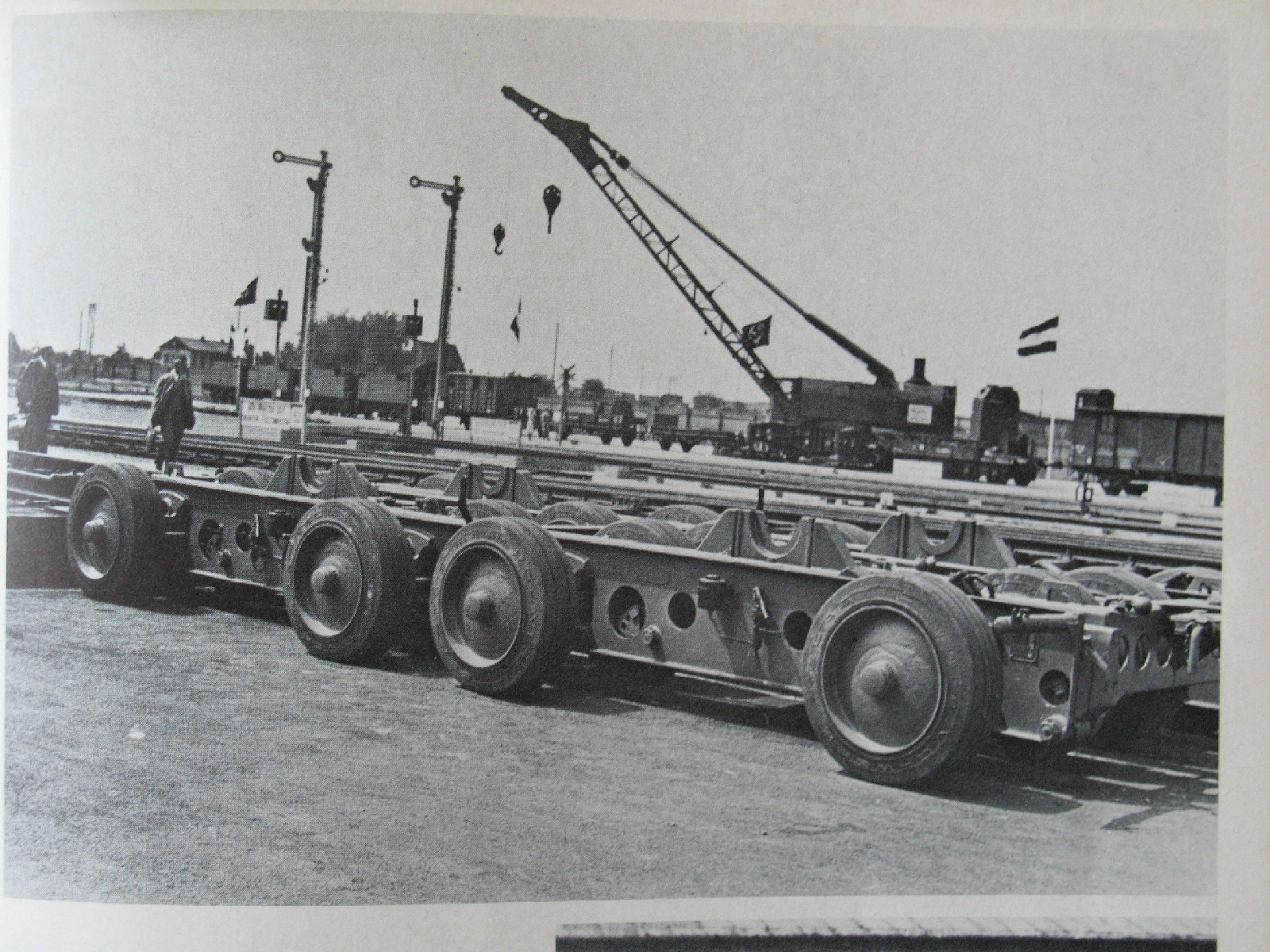
Zweiteiliger 16-rädriger Culemeyer-Straßenroller, Nürnberg 1935

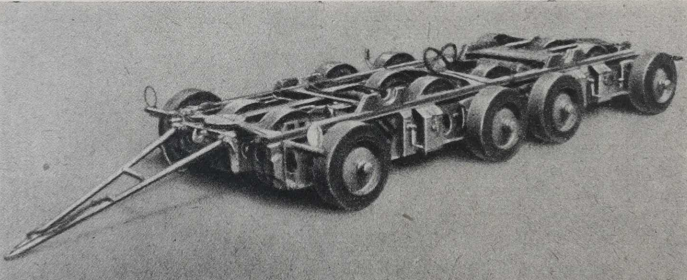
Culemeyer-Anhänger nach Luftwaffendienstvorschrift D. (Luft) T. 8213

Der Straßenroller (umgangssprachlich „Culemeyer“) ist ein Fahrzeuganhänger zum Transport von Eisenbahnwagen und Schwerlasten auf der Straße. Er wurde ab 1930 von Johann Culemeyer, Reichsbahn-Oberbaurat im Zentralamt Berlin, für die Deutsche Reichsbahn-Gesellschaft (DRG) entwickelt. Diese Art der Güterbeförderung gehört in der Logistik zum kombinierten Ladungsverkehr.

## Entwicklungsgeschichte
Aufgrund der steigenden Transportanforderungen an die Deutsche Reichsbahn wurde in den 1930er Jahren nach technischen Lösungen und Rationalisierungsmöglichkeiten gesucht, um diesen gerecht werden zu können. Ursache dafür war auch die zunehmende Motorisierung von Straßenfahrzeugen, die zu einem steigenden Transportangebot durch Lastkraftwagen führte. So standen die Gütertransportmöglichkeiten der Eisenbahn im Wettbewerb mit den Möglichkeiten der Lastkraftwagen. Die geringe Anzahl an eigenen Fahrzeugen der Deutschen Reichsbahn-Gesellschaft (DRG) reichte nicht aus, um im Wettbewerb zu bestehen. Daher wurde nach Möglichkeiten gesucht, um Unternehmen, die nicht in der Nähe eines Gleisanschlusses ansässig waren, für den Eisenbahntransport zu gewinnen. Mit dem „Von Haus zu Haus“-Konzept wurde den Kunden die Möglichkeit geboten, verschieden große Behälter im sogenannten Behälterverkehr oder auch verschiedene Güterwagen vor Ort zu erhalten.
Der Reichsbahn-Oberbaurat Ing. Johann Culemeyer – zuständig für den Maschinenbau der DRG – entwickelte nach diesen Anforderungen einen Anhänger zur Beförderung von Eisenbahnwagen. Dieses Straßenfahrzeug, der Straßenroller, ermöglichte eine wirtschaftliche und einfache Beförderung von Güterwagen und Schwerlasten auf der Straße.
Auf einem Straßenroller konnte so ein Güterwagen von einem Güterbahnhof über die Straße zu einem Unternehmen gebracht werden. Dadurch wurde es möglich, Güter in einem Wagen von und zu einem Unternehmen zu transportieren, das über keinen Gleisanschluss verfügte. Die Güter konnten so direkt in den Wagen ein- bzw. ausgeladen werden oder beispielsweise Treibstoff direkt aus dem Kesselwagen in die Tanks einer Tankstelle gepumpt werden. Wenn das Verladen beendet war, wurde der Wagen wieder zurück auf die Gleise gesetzt und konnte wieder über die Schienen befördert werden. Es war aber auch möglich, einen Güterwagen bei einem Kunden ohne eigene Gleise abzustellen. Dafür wurde ein fahrbarer Rahmen, das „fahrbare Absetzgleis“, direkt auf dem Gelände eines Kunden abgestellt. Das fahrbare Absetzgleis war ein rechteckiger Stahlrahmen, auf dem ein Wagen von einem Straßenroller aus abgesetzt wurde.
Unter dem Motto „Die Eisenbahn ins Haus“ warb die DRG in ihrer damaligen Werbebroschüre für den Transport von Güterwagen sowie für die Überlandbeförderung schwerer Güter mit dem Straßenroller. Unter dem Namen „Fahrbares Anschlussgleis“ wurde der Straßenroller am 29. November 1931 beim Patentamt angemeldet, und das Patent wurde am 9. November 1933 erteilt. Am 27. April 1933 wurde der Straßenroller mit seinen Einsatzmöglichkeiten auf dem Anhalter Güterbahnhof in Berlin offiziell der Presse und Unternehmen vorgestellt.

### Erste Kunden
Nach einjähriger Erprobung des Straßenrollers auf dem Gelände des Berliner Anhalter-Güterbahnhofs wurde am 12. Oktober 1933 der erste offizielle Transport von Güterwagen mit einem Straßenroller in Viersen am Niederrhein eröffnet. Kunde für diesen Regelverkehr war die „Kaiser’s Kaffee Geschäfte GmbH“, die dafür auf dem Gelände der Schokoladenfabrik eine eigene Absetzgleisanlage mit Schiebebühnen sowie im Hof des Kesselhauses eine feste Absetzanlage mit Drehscheibe erbaut hatte. Im selben Jahr folgten die Textilfabrik „Pongs & Zahn“ in Viersen-Rahser sowie die „Benzin-Großhandels-Gesellschaft Heinrich Jansen“
Am 15. Juni 1934 wurde der Straßenroller-Transport in der Stadt Aschersleben aufgenommen. Der erste Kunde war die „Werkzeug-Maschinenfabrik u. Eisengießerei Billeter u. Klunz A.G.“, gefolgt von der Wolldeckenfabrik Gebrüder Ludewig. Der Straßenrollerbetrieb für den Wälzlagerhersteller Kugelfischer in Schweinfurt begann am 10. Juli 1934, und es wurden täglich zwischen acht und zehn Güterwagentransporte durchgeführt. Am 2. November 1934 wurde in Elmshorn der Güterwagen-Transport unter anderem für die „Gebrüder Asmussen Presshefefabrik“ und die „Gebrüder Rostock A.G“ aufgenommen.
Weitere große Kunden waren unter anderem das Unternehmen Osram aus Berlin und die Continental Gummiwerke AG in Hannover. Osram verfügte in der Utrechter Straße über zwei Absetzgleise, die über eine Schiebebühne im Inneren des Gebäudes miteinander verbunden waren. Als erste Unternehmen in Baden nutzten ab dem 5. Juni 1935 die Freiburger Brauerei Ganter sowie die Seidenzwirnfabrik Mez AG die Straßenrollerdienste. In Sachsen begann der Regelverkehr im Januar 1935 in der Stadt Pulsnitz; hier wurden vom Güterbahnhof aus das Überlandkraftwerk sowie der Konsumverein beliefert. Der Straßenrollerbetrieb wurde in Pulsnitz erst 1964 eingestellt.

### Zustellrate
Bei der Inbetriebnahme des „Culemeyers“ 1933 im Kreis Viersen wurde mit einer Zustellrate von etwa 30 Wagen pro Woche gerechnet; nach nur wenigen Monaten lag der Spitzenwert bei 90 Wagen pro Woche. Im ersten Jahr wurden insgesamt 4284 Transporte durchgeführt.
Von Oktober 1933 bis April 1938 wurden etwa 163.000 Güterwagen für 140 Kunden transportiert. Im Juli 1942 waren es bereits 500.000 Güterwagen, die mit Waren über die Straßen transportiert wurden. Neben dem Transport von Eisenbahnwagen wurde der Straßenroller auch zur Beförderung von Schwerlasten wie zum Beispiel von Maschinen, Transformatoren, Kesselanlagen, Lokomotiven und Stahlträgern eingesetzt. Dadurch wurde die Deutsche Reichsbahn schon 1934 zum führenden Spediteur von Schwerlasten.

### Betriebliches
Ende 1932 wurden die Transporte noch aus dem Reichsbahnzentralamt für Maschinenbau Berlin von Wolfgang Bode koordiniert, der die Straßenroller und die Sonderfahrzeuge nach Culemeyers Vorstellungen konstruiert hatte. Zur Durchführung der Transporte wurden zwei Kolonnen – bestehend aus einem Werkmeister und mehreren Schlossern sowie Betriebsarbeitern – gebildet. Das Reichsbahnzentralamt war sowohl für den Güterwagentransport als auch für die Schwerlastbeförderung zuständig. Alle Kundenanfragen wurden dort geprüft, die Kosten kalkuliert, die jeweiligen Genehmigungen eingeholt, die Beförderungswege überprüft und die Rechnungen erstellt.
Um eine bessere Auslastung der Straßenroller und Zugmaschinen zu gewährleisten, wurden ab 1936 Betriebszentren in Aschersleben, Berlin, Hannover und Viersen gebildet. Die Administration wurde vom Reichsbahnzentralamt an die Reichsbahndirektionen abgegeben. Die Betriebszentren waren für die Realisierung der Transporteinsätze zuständig; der Mitarbeiterstamm bestand aus Werkmeistern, Schlossern als Fahrer und Betriebsarbeitern. Die Betriebszentren waren entweder auf dem Gelände eines Bahnbetriebswerks (Bw) oder eines Güterbahnhofs (Gbf) untergebracht und verfügten über eigene Garagen, Werkstätten und Büros.
Für die Instandhaltung der Fahrzeuggespanne war ein Kraftwagenbetriebswerk (Kbw) der jeweiligen Reichsbahndirektion (Rbd) zuständig. So war das Maschinenamt Berlin 5 mit dem Kraftwagenbetriebswerk Markgrafendamm der Reichsbahndirektion Berlin für die Instandhaltung des Fahrzeugparks des Betriebszentrums Berlin zuständig (Stand April 1939).
- Betriebszentrum Aschersleben, Standort: Bahnbetriebswerk Aschersleben. Instandhaltung: Maschinenamt Halle, Kbw Halle
- Betriebszentrum Hannover, Instandhaltung: Maschinenamt Hamburg, Kbw Hamburg Billstraße
- Betriebszentrum Viersen, Standort: Güterbahnhof Viersen. Instandhaltung: Maschinenamt Köln, Kbw Köln-Nippes

## Bauarten

### Culemeyer-Bauarten

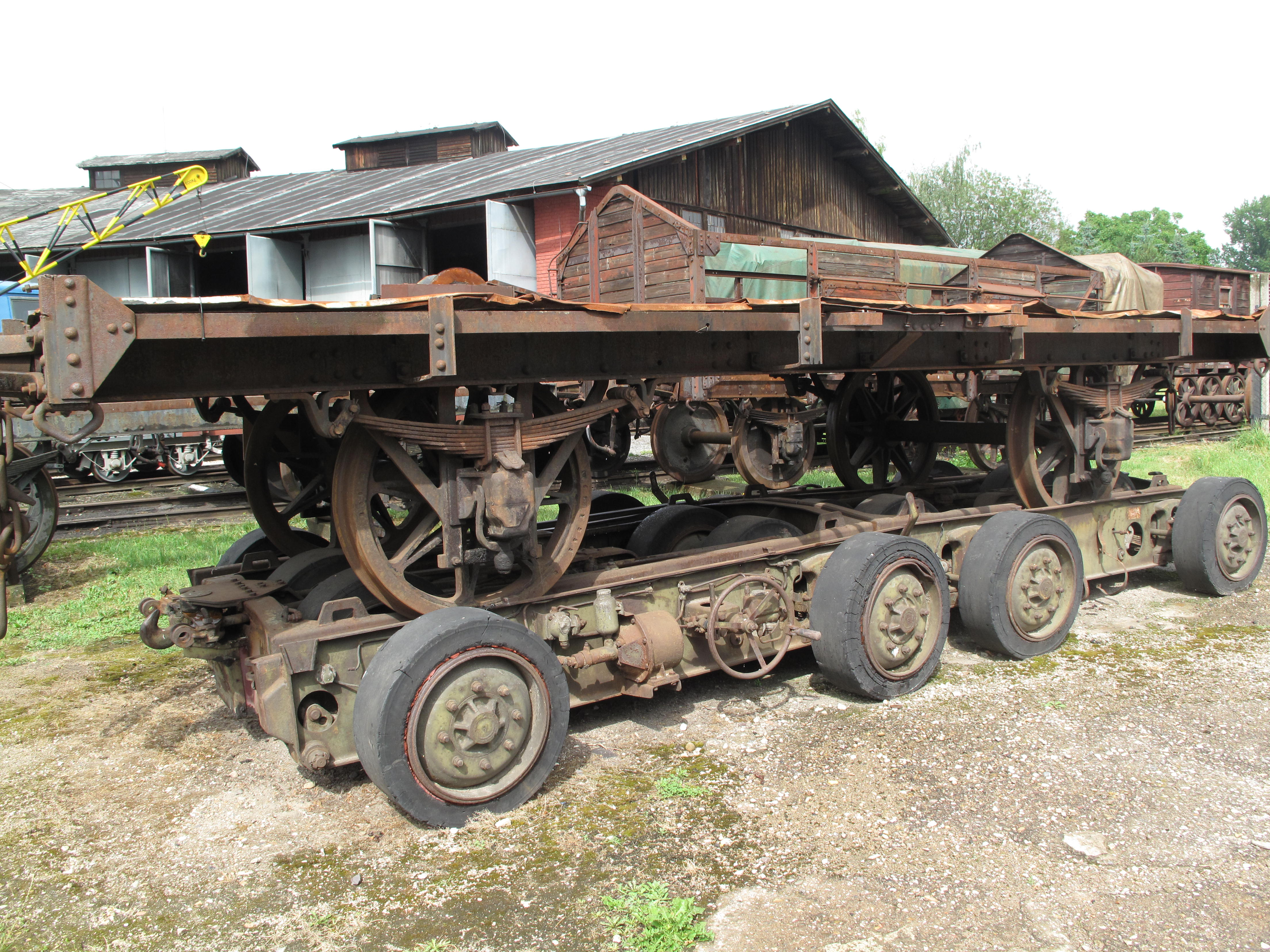
Zweiteiliger 16-rädriger Straßen- roller von 1936

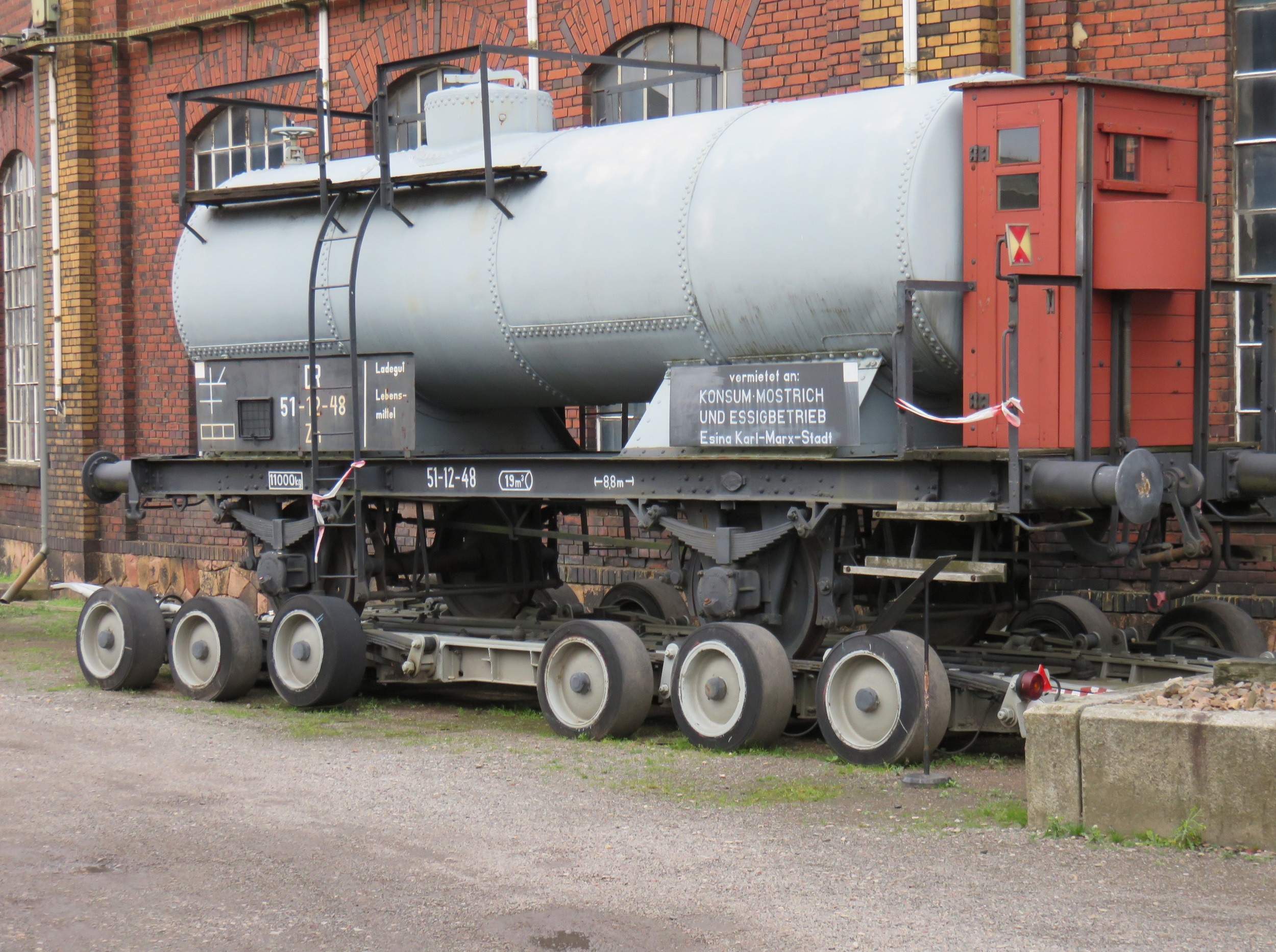
Einteiliger 12-rädriger Straßenroller mit Kesselwagen

Die zweiteiligen 16- und 24-rädrigen sowie der einteilige 16-rädrige Straßenroller wurde im Auftrag der Deutschen Reichsbahn und nach den Plänen von Johann Culemeyer von der Gothaer Waggonfabrik A.G. (GWF) gebaut, während der einteilige 12-rädrige Straßenroller sowohl von der Waggon- und Maschinenbau Aktiengesellschaft Görlitz (WUMAG) als auch von GWF hergestellt wurde. Die Höchstgeschwindigkeit bei Transporten mit dem Straßenroller wurde damals aus Sicherheitsgründen auf 25 km/h begrenzt. Die Straßenroller verfügten über eine Luft-Öl-Bremse, doppelt gesprengte Tragfedern und eine mechanische Lenkung.
Zweiteilig, 16-rädrig
Der erste Straßenroller für die DRG war ein ausziehbares zweiteiliges Straßenfahrzeug mit Absenkvorrichtung nach Culemeyer-Bauart; er bestand aus zwei Einzelrahmen mit je zwei Achsen und acht Vollgummireifen. Die Rahmen waren über eine verstellbare Führungsstange miteinander verbunden und besaßen eine Absenkvorrichtung, um die aufgeladenen Wagen auf Transporthöhe abzusenken. Dieser 1932 gebaute 16-rädrige Straßenroller hatte eine Traglast von 31 Tonnen. 1935 entfiel die Absenkvorrichtung, und seine Tragfähigkeit wurde von 31 Tonnen auf 40 Tonnen erhöht. Durch das Einsetzen einer Zwischenbrücke wurden der Zusammenhalt der Einzelrahmen beim Überladen von Eisenbahnwagen gewährleistet und auch das Fahrverhalten des Anhängers beim Transport verbessert.
Zweiteilig, 24-rädrig
Ebenfalls 1935 kam ein weiterer Straßenroller zum Einsatz nach Culemeyer-Bauart. Auch er bestand aus zwei Einzelrahmen mit Führungsstange, aber mit insgesamt 24 Rädern auf sechs Achsen. Ein Rahmen hatte jeweils sechs außen- und sechs innenliegende Räder, jeder Rahmen war 3737 mm lang und 2840 mm breit. Er wies anfangs eine normale Traglast von 60 Tonnen und maximal 80 Tonnen auf; nach seiner Überarbeitung 1938 wurde er nur noch mit einer Tragfähigkeit von 100 Tonnen gebaut. Durch ein Zusatzfahrzeug mit zwei Achsen und acht Rädern, das zwischen die beiden Einzelrahmen gesetzt werden konnte, wurde die Nutzlast von 100 Tonnen auf maximal 133 Tonnen erhöht. Es gab zwei Varianten von Zusatzfahrzeugen, einmal eines mit 26 Tonnen und eines mit 33 Tonnen Tragfähigkeit.
Einteilig, 12-rädrig
Ein weiterer Straßenroller war ein einteiliger Straßenroller mit insgesamt zwölf außenliegenden Rädern. Er hat eine Gesamtlänge von 8.840 mm und eine Nutzlast von 40 Tonnen. Der Entwurf stammte von WUMAG nach den Richtlinien von Johann Culemeyer. Obwohl die Konstruktionspläne schon seit 1938 zur Verfügung standen und Ende 1938 bereits zwei Exemplare im Einsatz waren, wurde diese Straßenrollervariante erst ab 1942 in hoher Stückzahl (etwa 80 bis 120 Stück) von WUMAG wie auch von GWF produziert.
Diese Bauart wurde wegen der einfacheren Handhabung gegenüber den zweiteiligen beim Überladen von Wagen bevorzugt, allerdings wurde der einteilige verstärkt zum Transport von Rüstungsgütern eingesetzt. Durch die niedrigere Fahrschienenhöhe konnten die Verlader eine mobile Laderampe zwischen Schienen und Straßenrollen einsetzen und somit einfacher und schneller einen Wagen überladen. Diese Bauart machte durch seine Konstruktion den Einsatz von mobilen Laderampen möglich, was die bisherigen Kopframpen an den gegebenen Standorten entbehrlich machte. Durch die neuen Verladerampen wurde eine flexiblere Verladung an unterschiedlichen Standorten ermöglicht. Es gab auch einen Entwurf für eine einteilige 16-rädrige Bauart nur mit Außenrädern, die aber nie realisiert wurde.
Einteilig, 16-rädrig
Der erste einteilige Straßenroller mit 16 Rädern basierte auf Plänen der Gothaer Waggonfabrik (GWF) von 1931. Diese wurden aber von Johann Culemeyer überarbeitet, was dazu führte, dass 1938 nur ein Modell dieser Bauart ausgeliefert wurde. Dieser einteilige Straßenroller hatte eine Gesamtlänge von 9.540 mm und eine Tragfähigkeit von 40 Tonnen, und der Rahmen hatte eine durchgehende Fahrbrücke auf vier lenkbaren Achsen mit acht außen- und acht innenliegenden Rädern. Dieser Straßenroller blieb ein Prototyp, der aber bereits Anfang 1938 ohne langwährende Versuchsfahrten im regulären Bahnbetrieb eingesetzt wurde.
1933 besaß die Deutsche Reichsbahn zwei Straßenroller, Ende 1934 waren es bereits 16 Stück, und Ende 1935 waren es 32 Straßenroller. 1939 waren im Bestand der Deutschen Reichsbahn 49 Exemplare von zweiteiligen 16-rädrigen Straßenrollern, aber nur vier zweiteilige 24-rädrige Straßenroller. Weiter im Bestand waren der Prototyp des einteiligen 16-rädrigen und die zwei noch in der Erprobung befindlichen einteiligen 12-rädrigen. Bis Ende 1945 besaß die Deutsche Reichsbahn etwa 200 Straßenroller verschiedener Ausführungen, 1947 waren davon etwa noch 132 Stück einsatzbereit. In den ersten Nachkriegsjahren kamen bei den beiden deutschen Eisenbahnunternehmen – der Deutschen Bundesbahn (DB) und der Deutschen Reichsbahn – noch die vorhandenen Straßenroller zum Einsatz. Da die meisten zweiteiligen 24-rädrigen Straßenroller von der deutschen Wehrmacht für Schwertransporte beschlagnahmt und im Laufe des Krieges zerstört worden waren, standen nach dem Kriegsende nur noch wenige Exemplare zur Verfügung.
| Culemeyer-Bauarten              | Culemeyer-Bauarten | Culemeyer-Bauarten | Culemeyer-Bauarten | Culemeyer-Bauarten        |
| Hersteller                      | Achsen             | Räder              | Nutzlast           | Bemerkung                 |
| ------------------------------- | ------------------ | ------------------ | ------------------ | ------------------------- |
| Gothaer Waggonfabrik A.G. (GWF) | 4                  | 16                 | 31 t bis 1934      | zweiteilig                |
| Gothaer Waggonfabrik A.G. (GWF) | 4                  | 16                 | 40 t ab 1935       | zweiteilig                |
| Gothaer Waggonfabrik A.G. (GWF) | 6                  | 24                 | 80 t bis 1938      | zweiteilig                |
| Gothaer Waggonfabrik A.G. (GWF) | 6                  | 24                 | 100 t ab 1938      | zweiteilig                |
| Gothaer Waggonfabrik A.G. (GWF) | 2                  | 8                  | 26 – 33 t          | Zusatzfahrzeug            |
| Gothaer Waggonfabrik A.G. (GWF) | 4                  | 16                 | 40 t               | einteilig, Prototyp       |
| WUMAG und GWF                   | 6                  | 12                 | 40 t               | einteilig, nur Außenräder |

### DB-Bauarten

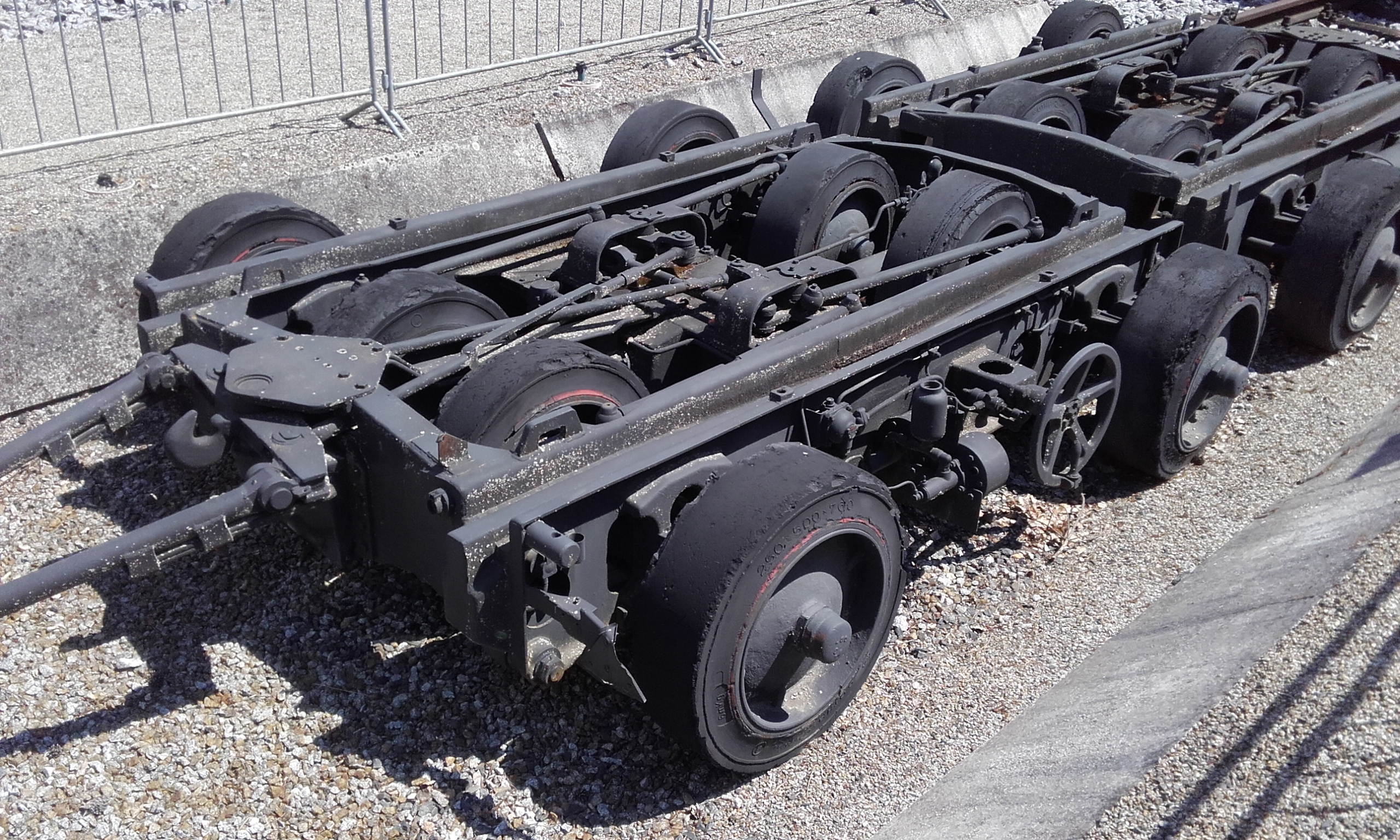
DB-Straßenroller R40 von 1954

Die Deutsche Bundesbahn übernahm 1949 etwa 153 zweiteilige und acht einteilige Straßenroller aus den Beständen der Deutschen Reichsbahn und ließ 1953 von dem Unternehmen Kässbohrer den einteiligen 12-rädrigen Straßenroller, der vormals von GWF gebaut wurde, in einer verbesserten Version mit der DB-Bezeichnung R42 bauen. Die verbliebenen zweiteiligen 24-rädrigen Straßenroller bekamen die DB-Bezeichnung R80, in Verbindung mit dem 2-achsigen Zusatzfahrzeug die DB-Bezeichnung R130.
Von den 153 zweiteiligen 16-rädrigen Straßenrollern, DB-Bezeichnung R40, wurden auch etwa 73 Stück mit einer Zwischenbrücke verschweißt und so zu einteiligen Straßenrollern des Typs „R40H2“, weitere 29 Stück wurden durch eine feste Zwischenbrücke mit abklappbaren Rampen (Baggerbrücke) zu „R40H3“, und etwa 36 Stück wurden mit einer lösbaren Zwischenbrücke zu „R40H4“.
Ab 1953 wurde im Auftrag der DB von der Siegener Eisenbahnbedarf A.G. (SEAG) und der Waggon- und Maschinenbau GmbH Donauwörth (WMD) eine neue Generation von Straßenrollern entwickelt. Dieser einteilige Straßenroller nach DB-Bauart war der LR40, den es in den Varianten von LR40.0 bis LR40.9 gab.
Der „LR40“ war als Grundversion ein einteiliger, 16-rädriger, luftbereifter Straßenroller mit nur außenliegenden Rädern und einer Nutzlast von 40 Tonnen. Sein Eigengewicht betrug etwa 8 Tonnen. Die Achsen waren symmetrisch über die Länge des Rahmens verteilt. Der „LR40“ wurde von SEAG, aber auch der WMD für die DB gebaut. Später wurden noch von SEAG die Straßenroller des Typs LS70 und LS160 für die Bewältigung von komplexeren Transportaufgaben entwickelt. Diese Baureihen bestanden aus zusammensetzbaren Einzelrahmen. Von der WMD wurde 1954 noch ein anderer Typ Straßenroller gebaut; dieser einteilige luftbereifte Straßenroller hatte sechs Achsen mit Doppelbereifung und pneumatisch-hydraulischer Federung, wobei aber drei Achsen jeweils am Anfang und am Ende des Rahmens angeordnet waren.
| DB-Straßenroller-Bauarten | DB-Straßenroller-Bauarten | DB-Straßenroller-Bauarten | DB-Straßenroller-Bauarten | DB-Straßenroller-Bauarten | DB-Straßenroller-Bauarten | DB-Straßenroller-Bauarten | DB-Straßenroller-Bauarten | DB-Straßenroller-Bauarten                                |
| Hersteller                | Bezeichnung               | Achsen                    | Räder                     | Nutzlast                  | Federung                  | Lieferjahr                | Gesamtlänge               | Bemerkung                                                |
| ------------------------- | ------------------------- | ------------------------- | ------------------------- | ------------------------- | ------------------------- | ------------------------- | ------------------------- | -------------------------------------------------------- |
| SEAG                      | LR 40.0                   | 8                         | 16                        | 40 t                      | mechanisch                | 1953                      | 8720 mm                   | einteilig                                                |
| SEAG                      | LR 40.2                   | 8                         | 24                        | 60 t                      | mechanisch                | 1954                      | 8870 mm                   | einteilig, Doppelbereifung auf den vier mittleren Achsen |
| SEAG                      | LR 40.3                   | 8                         | 16                        | 40 t                      | lufthydraulisch           | 1958/59                   | 8370–8720 mm              | einteilig, nur außenliegende Räder                       |
| SEAG                      | LR 40.4                   | 8                         | 16                        | 40 t                      | lufthydraulisch           | 1960/62                   | 8720 mm                   | einteilig, nur außenliegende Räder                       |
| SEAG                      | LR 40.5S                  | 8                         | 16                        | 40 t                      | lufthydraulisch           | 1962                      | 8720 mm                   | einteilig, nur außenliegende Räder                       |
| SEAG                      | LR 40.6S                  | 8                         | 16                        | 40 t                      | mechanisch                | 1963/64                   | 8720–8870 mm              | einteilig, nur außenliegende Räder                       |
| SEAG                      | LR 40.7S                  | 8                         | 16                        | 40 t                      | mechanisch                | 1963/64                   | 8720–8870 mm              | einteilig, nur außenliegende Räder                       |
| SEAG                      | LR 40.8S                  | 8                         | 16                        | 40 t                      | mechanisch                | 1965                      | 8720–8870 mm              | einteilig, nur außenliegende Räder                       |
| SEAG                      | LR 40.9S                  | 8                         | 16                        | 40 t                      | lufthydraulisch           | 1969/70                   | 9520 mm                   | einteilig, nur außenliegende Räder                       |
| SEAG                      | LR 40.9S                  | 8                         | 16                        | 40 t                      | lufthydraulisch           | 1970/71                   | 9520 mm                   | einteilig, nur außenliegende Räder                       |
| WMD                       | LR 40.0                   | 8                         | 16                        | 40 t                      | mechanisch                | 1954                      | 8870 mm                   | einteilig, Doppelbereifung außenliegend, Prototyp        |
| WMD                       | LR 40.5W                  | 8                         | 16                        | 40 t                      | lufthydraulisch           | 1962/63                   | 8720 mm                   | einteilig, nur außenliegende Räder                       |
| WMD                       | LR 40.6W                  | 8                         | 16                        | 40 t                      | mechanische               | 1964                      | 8720–8870 mm              | einteilig, nur außenliegende Räder                       |
| WMD                       | LR 40.7W                  | 8                         | 16                        | 40 t                      | mechanische               | 1964                      | 8720–8870 mm              | einteilig, nur außenliegende Räder                       |
| WMD                       | LR 40.8W                  | 8                         | 16                        | 40 t                      | mechanische               | 1965                      | 8720–8870 mm              | einteilig, nur außenliegende Räder                       |
| SEAG                      | LS 70                     | 4                         | 16                        | 39 t                      | mechanisch                | ?                         | ? mm                      | Grundeinheit                                             |
| SEAG                      | LS 70                     | 2                         | 8                         | 20 t                      | mechanisch                | ?                         | ? mm                      | Zwischenelement                                          |
| SEAG                      | LS 70                     | 10                        | 40                        | 99 t                      | mechanisch                | ?                         | ? mm                      | maximale Kombination                                     |
| SEAG                      | LS 160                    | 2                         | 8                         | 41 t                      | lufthydraulisch           | ?                         | ? mm                      | zweiachsige Grundeinheit                                 |
| SEAG                      | LS 160                    | 4                         | 16                        | 81 t                      | lufthydraulisch           | ?                         | ? mm                      | vierachsige Grundeinheit                                 |
| SEAG                      | LS 160                    | 12                        | 48                        | 247 t                     | lufthydraulisch           | ?                         | ? mm                      | maximale Kombination                                     |

### DR-Bauarten

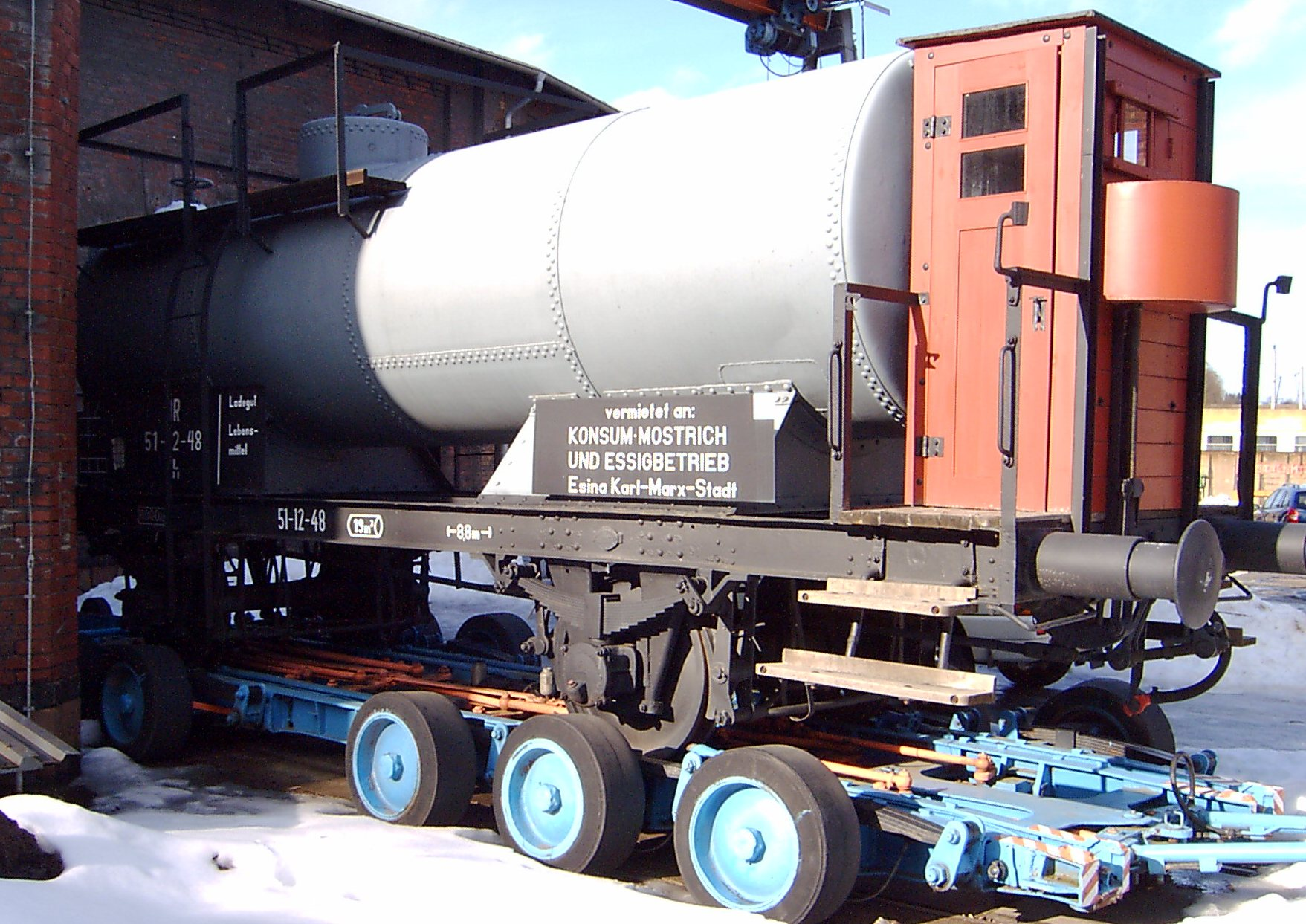
Einteiliger DR-Straßenroller mit Kesselwagen

Nach 1949 wurden in der DDR für die Deutsche Reichsbahn vom VEB Waggonbau Gotha (1949 erfolgte die Verstaatlichung der Gothaer Waggonfabrik AG zum VEB Waggonbau Gotha) alle vorhandenen Straßenroller wieder instand gesetzt und teilweise später umgerüstet. Es wurden auch noch einige Straßenroller nach Culemeyer-Bauart produziert, aber technisch so überarbeitet, dass sie den gestiegenen Anforderungen gewachsen waren. 1964 verfügte die Deutsche Reichsbahnen über 104 Straßenroller für 40 t Nutzlast, 6 Straßenroller für 80 t und 6 Stück für 100 t Nutzlast.
Da die Deutsche Reichsbahn keine neue Straßenroller konstruiert hatte oder Aufträge für eine Neuentwicklung vergeben wurden, waren alle in Besitz der DR befindlichen Straßenroller solche nach Culemeyer-Bauart. Die 42 Stück aus der Übernahme der DRG stammenden zweiteiligen 16-rädrigen Straßenroller erhielten von der DR die Bezeichnung Gotha R1, die von dem VEB Waggonbau Gotha neuproduzierten zweiteiligen Straßenroller die Bezeichnung Gotha R2. Diese wurden vom VEB als „Schwerlast-Anhänger 40 TGL 5914“ geführt und waren auch bei der Nationalen Volksarmee der DDR im Einsatz. Die einteiligen 12-rädrigen Straßenroller aus DRG-Beständen erhielten die Bezeichnung R 40, die neugebauten die Bezeichnung R 40 II.
| DR-Straßenroller-Bauarten (DDR) | DR-Straßenroller-Bauarten (DDR) | DR-Straßenroller-Bauarten (DDR) | DR-Straßenroller-Bauarten (DDR) | DR-Straßenroller-Bauarten (DDR) | DR-Straßenroller-Bauarten (DDR)   |
| Hersteller                      | Bezeichnung                     | Achsen                          | Räder                           | Nutzlast                        | Bemerkung                         |
| ------------------------------- | ------------------------------- | ------------------------------- | ------------------------------- | ------------------------------- | --------------------------------- |
| Gothaer Waggonfabrik A.G.       | Gotha R1                        | 4                               | 16                              | 40t                             | zweiteilig, aus DRG-Beständen     |
| VEB Waggonbau Gotha             | Gotha R2                        | 4                               | 16                              | 40t                             | zweiteilig, Neuauflage (TGL 5914) |
| Gothaer Waggonfabrik A.G.       | R 40                            | 6                               | 12                              | 40t                             | einteilig, aus DRG-Beständen      |
| VEB Waggonbau Gotha             | R 40 II                         | 6                               | 12                              | 40t                             | einteilig, Neuauflage             |
| Gothaer Waggonfabrik A.G.       |                                 | 6                               | 24                              | 80t                             | zweiteilig, aus DRG-Beständen     |
| Gothaer Waggonfabrik A.G.       |                                 | 6                               | 24                              | 100t                            | zweiteilig, aus DRG-Beständen     |

### Sonstige Bauarten

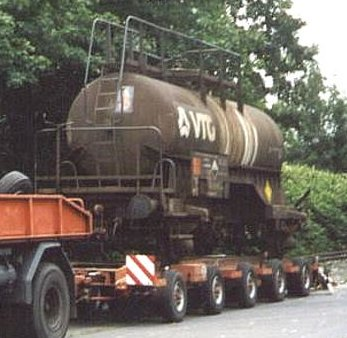
Scheuerle-Straßenroller

Aufgrund der Einstellung des Straßenroller-Betriebs der DB an vielen Standorten waren einige Unternehmen gezwungen, die Zustellung von Güterwagen selbst zu übernehmen oder von anderen Dienstleistern durchführen zu lassen. Dafür wurden nicht nur die gekauften DB-Straßenroller verwendet, sondern auch Straßenroller anderer Hersteller. Straßenroller verschiedener Bauart waren unter anderem auch in Italien, der Schweiz, Österreich und den Niederlanden im Einsatz.
| Straßenroller anderer Hersteller | Straßenroller anderer Hersteller | Straßenroller anderer Hersteller | Straßenroller anderer Hersteller | Straßenroller anderer Hersteller | Straßenroller anderer Hersteller                         |
| Hersteller                       | Bezeichnung                      | Achsen                           | Räder                            | Nutzlast                         | Bemerkung                                                |
| -------------------------------- | -------------------------------- | -------------------------------- | -------------------------------- | -------------------------------- | -------------------------------------------------------- |
| Scheuerle                        | SR                               | 5                                | 10                               | 40 t                             | einteilig                                                |
| Draize SA (Schweiz)              | unbekannt                        | 4                                | 16                               | 40 t                             | einteilig, je 2 Achsen am Anfang und am Ende des Rahmens |
| Cometto S.p.A. (Italien)         | SS I                             | 4                                | 16                               | 40 t                             | einteilig, je 2 Achsen am Anfang und am Ende des Rahmens |
| Cometto S.p.A. (Italien)         | ELL                              | 4                                | 32                               | 40 t                             | einteilig, je 2 Achsen am Anfang und am Ende des Rahmens |
| Cometto S.p.A. (Italien)         | ELL-EU                           | 4                                | 16                               | 40 t                             | einteilig, je 2 Achsen am Anfang und Ende des Rahmens    |
| Cometto S.p.A. (Italien)         | ELL POZ                          | 6                                | 24                               | 80 t                             | einteilig, je 3 Achsen am Anfang und Ende des Rahmens    |
| Cometto S.p.A. (Italien)         | ELL POZ                          | 8                                | 32                               | 80 t                             | einteilig, je 4 Achsen am Anfang und Ende des Rahmens    |

## Funktionsweise des ersten Straßenrollers
Ausziehbares zweiteiliges Straßenfahrzeug mit Absenkvorrichtung für Eisenbahnwagen.
Der Straßenroller mit einem Eigengewicht von etwa 10 Tonnen und einer Tragfähigkeit von 32 Tonnen konnte einen Wagen mit 20 Tonnen Nutzlast und 11 Tonnen Eigengewicht befördern. Er bestand aus zwei Einzelfahrgestellen, die durch eine bewegliche Führungsstange miteinander verbunden waren. Jedes Einzelgestell diente zur Aufnahme einer Achse des Eisenbahnwagens. Die Rahmen konnten passend zum Achsabstand des Wagens auseinandergezogen werden. Jeder Einzelrahmen besaß acht Räder mit Hochelastikreifen; jedes der Räder war beweglich. Alle Räder waren durch ein Lenkgestänge so miteinander verbunden, dass sie für Kurvenfahrten auf einen Kreisbogen eingelenkt werden konnten. Die Abmessungen eines Fahrgestells betrugen ohne Anbauteile 3000 mm Rahmenlänge, 2000 mm Rahmenbreite und 150 mm Bodenfreiheit. Die maximale Breite über die Radnaben betrug etwa 2821 mm. Nachdem der Wagen auf den Straßenroller gezogen worden war, wurde er durch eine manuell angetriebene hydraulische Absenkvorrichtung auf Transporthöhe abgesenkt. Die Absenkvorrichtung entfiel bei später gebauten Straßenrollern, um Zeit beim Überladen einzusparen. Die Bremsanlage war eine vereinigte Luft-Öl-Bremse und bestand unter anderem aus einem Einkammer-Druckluftzylinder und zwei Öldruckpumpen, die auf jeweils zwei Räder eines Einzelgestell wirkten.

## Besondere Bauarten des Straßenrollers
Neben den vielen Arten von Straßenrollern als Anhänger wurden für die DRG auch zwei spezielle Fahrzeugtypen gebaut, die eine Kombination aus Straßenroller und LKW darstellten.

### Kaelble-Straßenfahrzeug in Sattelbauart mit einteiligem Auflieger
Dieses 1933 ausgelieferte Fahrzeug war ein Sattelzug mit einer Nutzlast von 32 Tonnen zum Transport von Eisenbahnwagen. Das Zugfahrzeug war ein dreiachsiger Schlepper der Firma Kaelble, eine Abwandlung der Zugmaschine Z6R. Daraus entstand der S6G (DR-70019), ein Sattelschlepper in Reichsbahn-Ausführung mit einem 100 PS starken 6-Zylinder-Dieselmotor und zwei angetriebenen Hinterachsen. Der passende Sattelauflieger war ein einteiliger Rahmen mit insgesamt sechs Rädern, die sich außen am Ende des Fahrzeugrahmens befanden.
Die 1935 ausgelieferte Sattelzugmaschine Kaelble S6R (Nummernschild: DR-70033) unterschied sich von ihrem Vorgänger nur durch die Luftreifen. Der dazugehörige Sattelauflieger hatte aber eine hydraulische Kippbühne mit einem Kippwinkel von 50°. Die Nutzlast betrug auch 32 Tonnen; er wurde für den Transport von Güterwagen mit Schüttgut eingesetzt, sodass diese direkt beim Kunden entladen werden konnten. Die Zugmaschinen wie auch die Auflieger wurden von der Waggon- und Maschinenbau AG (WUMAG) in Görlitz gebaut; sie waren jeweils Einzelexemplare.

### Gothaer Straßenfahrzeug mit Eigenantrieb
Dieses Straßenfahrzeug wurde von der Gothaer Waggonfabrik 1934/35 gebaut und war ein zweiteiliger Straßenroller mit je drei außenliegenden Rädern, erweitert um eine Fahrerkabine und einen luftgekühlten Vierzylinder-Vergasermotor von Krupp mit einer Leistung von 60 PS. Dieser motorisierte Straßenroller wurde nur an einer Achse angetrieben und hatte eine Tragfähigkeit von 32 Tonnen. 1937 wurde das Fahrzeug durch ein eingeschweißtes Zwischenstück zum einteiligen Straßenroller mit Eigenantrieb. Dadurch wurde das Fahrverhalten bei Leerfahrten verbessert. Es gab nur dieses eine Exemplar, das ab 1935 bei der DRG in Betrieb war (DR-77015).

## Zugmaschinen für den Straßenroller

### Deutsche Reichsbahn
Die ersten Fahrzeuge waren Schlepper, die für die umfangreichen Probefahrten und Belastungstests mit beladenen Güterwagen eingesetzt wurden. Dadurch konnten die Anforderungen an die benötigten Zugfahrzeuge ermittelt werden, und die Hersteller der Fahrzeuge hatten Grundanforderungen, um diese entwickeln zu können. Da die eingesetzten Schlepper nur für Testzwecke verwendet wurden, mussten nun geeignete Zugmaschinen für den Regelbetrieb beschafft werden; diese kamen von den Unternehmen Henschel und Kaelble.
Die Firma Kaelble, die schon den 72 PS starken Schlepper Z4Express zur Verfügung gestellt hatte, lieferte 1933 die neuentwickelte dreiachsige Zugmaschine „Z6R/1“ mit 100-PS-Dieselmotor, und von Henschel kam die dreiachsige Zugmaschine „33 D O“ mit 100-PS-Benzinmotor, beide mit Vollgummireifen. 1934 folgte von Kaelble schon der Nachfolger, die „Z6R“ mit Luftreifen, und 1935 von Henschel die „33 G 0“ mit 100-PS-Dieselmotor und Luftreifen. Da der Wendekreis dieser Zugmaschinen für den Stadtverkehr zu groß war, wurde von Kaelble die zweiachsige „Z4GR“ entwickelt, die ab 1934 zur Standardzugmaschine für den Stadtverkehr wurde. Aufgrund der steigenden Auftragszahlen und schwerer werdenden Lasten wurden von Kaelble 1937 die dreiachsigen Zugmaschinen des Typs „Z6RL“ an die Deutsche Reichsbahn geliefert; 1938 folgte die überarbeitete Version, die „Z6R2A100“, und 1939 kamen noch die zweiachsigen Fahrzeuge des Typs „Z6GN125“ hinzu.

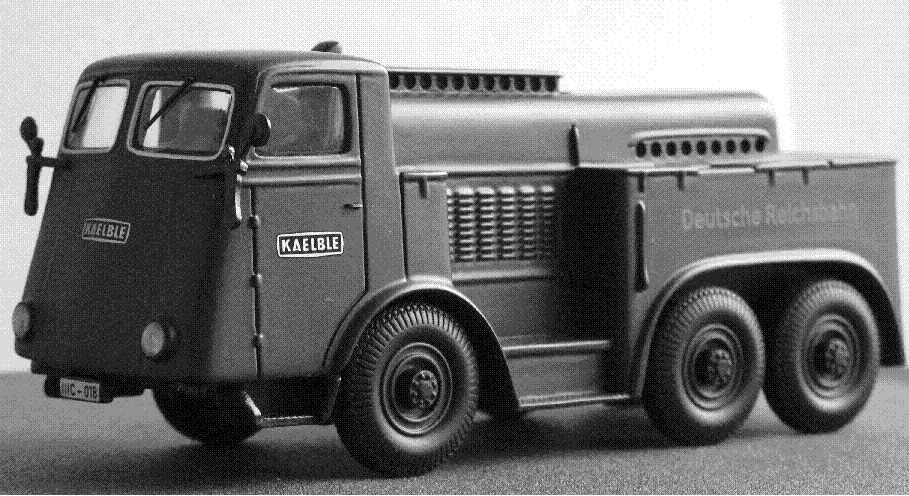
Zugmaschine Kaelble „Z6R3A“ (Modell)

Der stark wachsende Bereich des Schwerlasttransports forderte noch stärkere Zugmaschinen. So wurde von Kaelble im Jahr 1936 die Z6R3A entwickelt. Von diesem Typ wurde jedoch nur ein Exemplar gebaut, das allerdings auf vielen Aufnahmen spektakulärer Schwertransporte dokumentiert wurde. Diese auch „Jumbo“ genannte Schwerlastzugmaschine hatte einen Motor mit 23,3 Litern Hubraum und 180 PS Leistung und ab 1940 nach einer Motorüberarbeitung 200 PS (147 kW). Ab 1940 kamen noch sechs „Z6W2A130“-Zugmaschinen mit 130 PS Leistung hinzu, die ursprünglich für die Wehrmacht entwickelt wurden.
Weitere Zugmaschinen lieferte die Firma Faun – allerdings nur in sehr geringer Stückzahl – wie die dreiachsige Z87, die Z566 mit 126 PS und die ZR150 mit 150 PS in zwei- oder dreiachsiger Ausführung. Die ZR150 gab es auch als ZRS 150 (Zugmaschine/Rad/Schiene), die nach einer Ummontage der Autoräder auf Eisenbahnräder auf den Schienen fahren konnte. Die ZR150 und die ZRS150 wurden auch an die deutsche Wehrmacht geliefert.

### Deutsche Reichsbahn (1945–1949)
Nach dem Ende des Zweiten Weltkrieges im Jahr 1945 übernahmen die Besatzungsmächte den Betrieb der verbliebenen Deutschen Reichsbahn in den jeweiligen Besatzungszonen, sodass auch die Organisation der Deutschen Reichsbahn zunächst in vier Bereiche aufgeteilt wurde. So kamen in den Besatzungszonen die noch vorhandenen Zugmaschinen der deutschen Wehrmacht oder die noch im Fuhrpark verbliebenen zum Einsatz. Von Kaelble wurden aus Lagerbeständen und noch brauchbaren Fahrzeugen neue Zugmaschinen gebaut wie beispielsweise die Z6W2A130, die gut an der Holzpritsche zu erkennen ist und noch 1952 eingesetzt wurde.

### Deutsche Bundesbahn
Bei der Deutschen Bundesbahn kamen von Kaelble neuentwickelte Zugmaschinen wie zum Beispiel die K630 ZR, die K631 ZRF, die KV 632 ZB/62 und die KDVW 421 ZB zum Bestand des DB-Fuhrparks hinzu.
Weitere Zugmaschinen der DB:

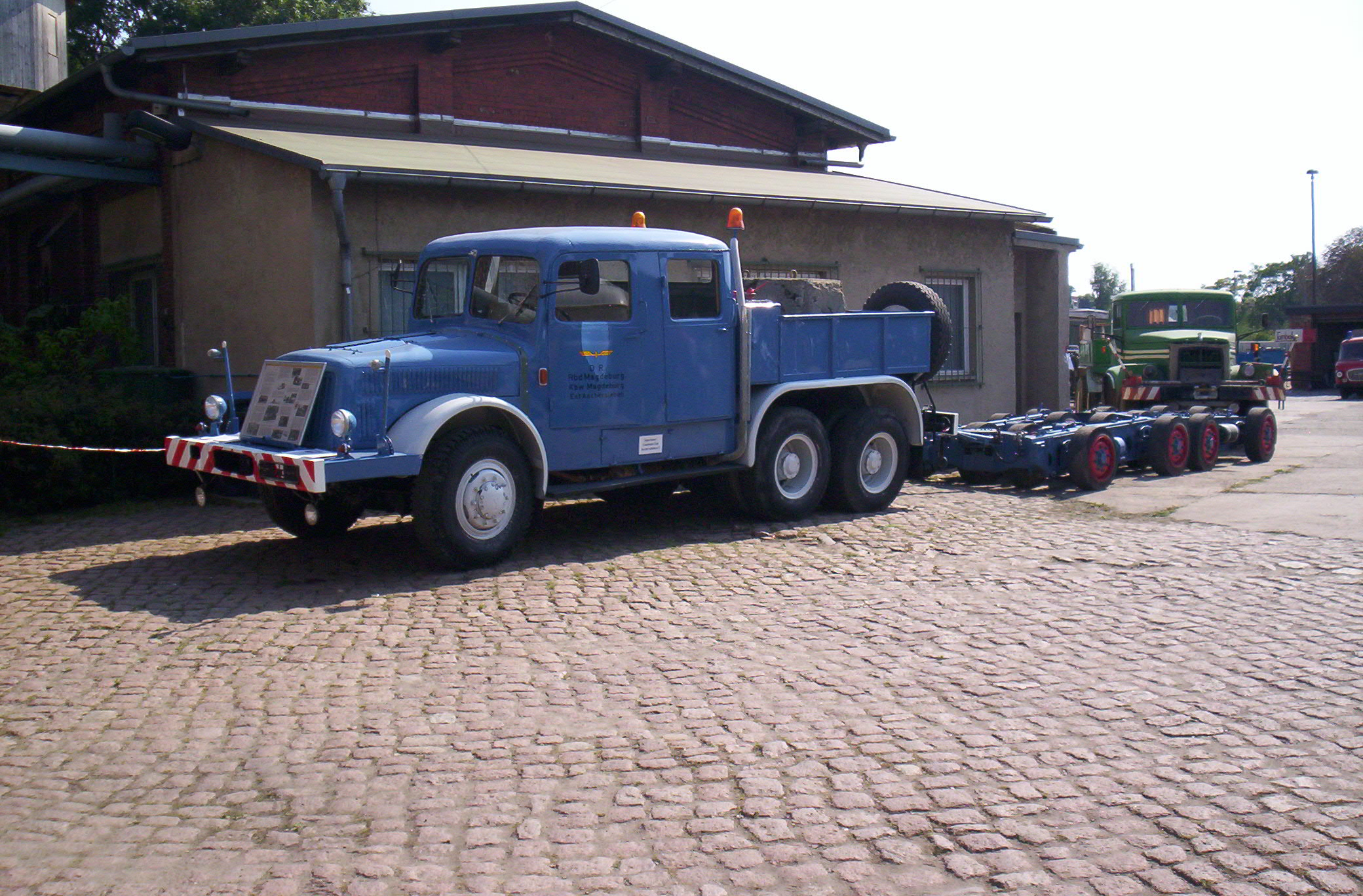
Tatra 141 mit Straßenroller „R40“ des Eisenbahnclubs Aschersleben e. V.

- MAN: MAN 19.361, MAN 26.361DFS (DB 35-072) und F-B2748
- Faun: F610/36ZAN (DB 47-725), F610/39 KAN (DB-0464) und HZ40.45/45W (DB 47-201)
- Titan Spezialfahrzeugbau: Z34.360F und eine Z3242S (DB 47-745) auf MAN-Basis

### Deutsche Reichsbahn (1949–1993)
Nach 1949 wurden in der DDR von der Deutschen Reichsbahn die verbliebenen Kaelble-Zugmaschinen sowie die Faun-Zugmaschinen des Typs ZR150 eingesetzt. Ab etwa 1958 wurden Zugmaschinen des tschechoslowakischen Automobilherstellers Tatra verwendet. Die erste schwere Tatra-Zugmaschine im Einsatz war der Typ 141, ab 1967 wurde auch der schwere Frontlenker Typ 813 genutzt.

## Einsatzorte in Deutschland
Lingen

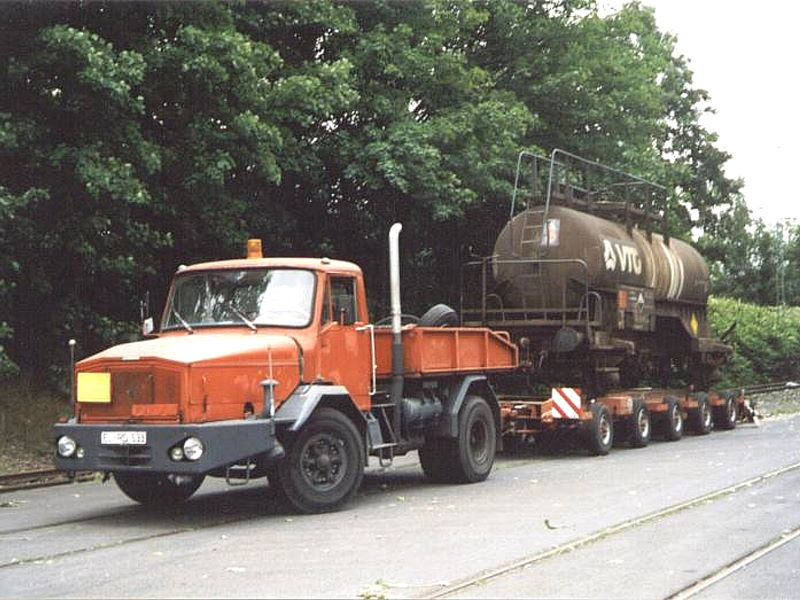
Faun-Zugmaschine mit Scheuerle-Straßenroller der Hagedorn AG

Die Hagedorn NC GmbH in Lingen-Schepsdorf setzte 2014 noch einen Straßenroller für die Anlieferung von Salpetersäure zur Nitrozelluloseproduktion ein. Die Säure wurde in einem zweiachsigen Kesselwagen von der DB bis zum Lingener Bahnhof geliefert und von dort auf einem eigenen Straßenroller der Firma Scheuerle zum Werk befördert.
Steinbach am Wald nach Tettau
Da der Zugverkehr auf der Bahnstrecke Pressig-Rothenkirchen–Tettau – die Streckentrasse verlief über BRD- und DDR-Gebiet – 1952 durch eine Streckensperrung seitens der DDR zwischen Sattelgrund und Welitsch unterbrochen wurde, war die Versorgung der Tettauer Industrie nicht mehr gegeben. Die Deutsche Bundesbahn begann daher im selben Jahr mit der Versorgung der Industrie in Tettau durch einen Straßenroller-Betrieb. Von Steinbach am Wald nach Alexanderhütte erfolgte so die Zustellung der Güterwagen mit Straßenrollern; nachdem die Wagen auf die Schiene gesetzt wurden, folgte die Verteilung durch eine Kleinlok in die Anschlussgleise nach Tettau und Alexanderhütte. Der Inselbetrieb zwischen Tettau und Alexanderhütte wurde Ende 1983 von der DB eingestellt, aber von 1987 bis 1996 durch eine private Spedition fortgeführt.
Bahnstrecke Neheim-Hüsten–Sundern
Am 1. Oktober 1964 wurde von der Deutsche Eisenbahn-Gesellschaft GmbH der Straßenroller-Regelverkehr für die Bahnstrecke Neheim-Hüsten–Sundern eingeführt. Zur Grundausstattung der Kleinbahn wurden anfangs drei von der Plettenberger Kleinbahn übernommene Straßenroller sowie eine von der Deutschen Bundesbahn erworbene Kaelble-Zugmaschine eingesetzt. Später kamen noch eine weitere Kaelble-Zugmaschine sowie zwei weitere Straßenroller hinzu. Die fünf Straßenroller waren von den Herstellern Cometto (Bauart ELL-EU), Kässbohrer (Bauart R42) und WMD (Bauart LR40). Mit diesem Fuhrpark wurden von dem privaten Bahnunternehmen regelmäßig Güterwagen zwischen den verschiedenen Verladestellen und einigen Unternehmen in den Städten Sundern, Westenfeld, Hachen, Hövel und Müschede transportiert. Nach Übernahme der Röhrtalbahn 1977 durch die AG Ruhr-Lippe-Eisenbahnen, die später in die Regionalverkehr Ruhr-Lippe GmbH eingegliedert wurde, wurde der Straßenrollerbetrieb bis 1991 fortgeführt. Anschließend übernahm das Paderborner Unternehmen Guttwein (später u. a. mit der Westfälischen Almetalbahn tätig) diese Aufgaben bis zum 28. Mai 1994.
Ummendorf-Ochsenhausen
Das Liebherr-Werk in Ochsenhausen wird regelmäßig mit Straßenrollern durch die Spedition FriedSped bedient.

### Auswahl BRD
Insgesamt gab es 1964 in der BRD etwa 123 Orte für den Straßenroller-Regelverkehr.
| Einsatzorte von Straßenrollern in der BRD | Einsatzorte von Straßenrollern in der BRD                                                         | Einsatzorte von Straßenrollern in der BRD |
| Stadt                                     | Strecke                                                                                           | Zeitraum                                  |
| ----------------------------------------- | ------------------------------------------------------------------------------------------------- | ----------------------------------------- |
| Celle                                     | Celle-Nord, OHE-Betriebswerks 13 zum Schilling-Bierverlag                                         | bis 1980                                  |
| Dorum                                     | Bahnhof Dorum nach Ahlen-Falkenberg zum Torfwerk                                                  | bis 1983                                  |
| Geislingen                                | Bahnhof Geislingen zur Heidelberger Druckmaschinen AG                                             | bis 1985                                  |
| Glinde                                    | Bahnhof Glinde nach Schönau (Gemeinde Ohe), Kornbrennerei Schönau GmbH, Spirituosenreinigungswerk |                                           |
| Heilbronn                                 | Bahnhof Heilbronn-Süd zur Firma Landauer & Macholl (Hammer-Brennerei)                             | bis 1980                                  |
| Messel                                    | Bahnhof Messel zum Paraffin- und Mineralölwerk Messel                                             | bis 1960                                  |
| Rohrsen                                   | Bahnhof Rohrsen nach Heemsen-Lichtenmoor, Torfwerk Düvelshoop Harms & Busch                       | bis 1983                                  |
| Türkheim                                  | Bahnhof Türkheim (Bay) Markt zum Werksgelände der Salamander-Industrieprodukte GmbH               | bis 1996                                  |
| Pinneberg                                 | Bahnhof Pinneberg zu Binné & Sohn, Transport von Bitumen                                          | 1955 – ?                                  |
| Walkenried                                | Bahnhof Walkenried zur Walkenrieder Gipsfabrik                                                    | 1953 – ?                                  |
| Lohne                                     | Torfwerke in Kroge zum Bahnhof Lohne                                                              | bis 1990                                  |

### Auswahl DDR
Insgesamt gab es 1964 in der DDR etwa 120 Städte für den Straßenroller-Regelverkehr.
| Einsatzorte von Straßenrollern in der DDR | Einsatzorte von Straßenrollern in der DDR                                                                                              | Einsatzorte von Straßenrollern in der DDR |
| Stadt                                     | Strecke | Zeitraum                                  |
| ----------------------------------------- | --- | ----------------------------------------- |
| Altenburg                                 | Bahnhof Altenburg zur VEB Senf- und Essigfabrik Altenburg und VEB Textima Nähmaschinenwerke Altenburg, (Tatra 141 und R42)             | bis ca. 1980                              |
| Aschersleben                              | Bahnhof Aschersleben zur WEMA und zum VEB Optima (Papierfabrik Bestehorn)                                                              |                                           |
| Berlin                                    | Betriebswerkstatt Friedrichsfelde zum Bahnhof Berlin-Schöneweide; Hauptuntersuchungen der Berliner U-Bahn-Fahrzeuge im Raw Schöneweide | bis 1989                                  |
| Cottbus                                   | Bahnhof Cottbus, Belieferung der Fleischerei in der Petersilienstraße mit Pökelsalz                                                    | bis etwa 1990                             |
| Eilenburg                                 | Eilenburg Güterbahnhof, Überladerampe 1991 noch vorhanden                                                                              |                                           |
| Guben                                     | Bahnhof Guben zur MTS Groß Breesen und Gärtnerischen Produktionsgenossenschaft (GPG)                                                   | 1937 bis etwa 1986                        |
| Halle (Saale)                             | Thüringer Güterbahnhof zum Chemiebetrieb Habrinol (Tatra 141 und R40)                                                                  |                                           |
| Karl-Marx-Stadt                           | Chemnitz-Altendorf im Stadtgebiet | bis 1980                                  |
| Salzmünde                                 | Bahnhof Salzmünde Süd bis zum ehemaligen Bahnhof Salzmünde                                                                             | bis 1993                                  |
| Bernburg (Saale)                          | Bahnhof Bernburg zum VEB Serumwerk und zur Hopfersche Papierfabrik                                                                     | bis etwa 1987/89                          |

## Schwerlasttransporte mit Straßenrollern
Durch die Einsatzmöglichkeiten der Straßenroller und Zugmaschinen sowie deren Tragvermögen und Wendigkeit war es der Reichsbahn auch möglich, nicht nur Wagen, sondern auch Schwerlasttransporte von anderen Gütern auf der Straße durchzuführen. Bereits im Mai 1934 wurden einige Sonderfahrten von der Deutschen Reichsbahn mit vierachsigen Personen-, Speise- und Schlafwagen zur Berliner Ausstellung „Deutsches Volk – Deutsche Arbeit“ ausgeführt, was dazu führte, dass verschiedene Unternehmen auf diese Transportmöglichkeiten aufmerksam wurden.
Einer der ersten Schwerlasttransporte über große Entfernung und mit hohem Gewicht war im Mai 1935 die Überführung eines 38 Tonnen schweren Papier-Glättzylinders im Auftrag der Firma Voith aus Heidenheim. Dieser wurde in dreieinhalb Tagen von Heidenheim in das 127 Kilometer entfernte Neckarsulm gebracht. Wie bereits die Zustellrate von Wagen seit Inbetriebnahme der Straßenroller jährlich anstieg, so nahm auch die Anzahl von ausgeführten Schwerlasttransporten zu.
1934 wurden etwa 19 Transporte durchgeführt, 1935 waren es 37 und 1936 bereits 95 Transporte.

### Schwerlasttransporte
- der Transport des etwa 75 Tonnen schweren Grab-Schlusssteines der neuen Gruft für Paul von Hindenburg vom Bahnhof Hohenstein zum Reichsehrenmal Tannenberg in Ostpreußen
- im Jahr 1936 die Überführung eines 24 Tonnen schweren Schiffskörpers im Auftrag der Gebrüder Sulzer aus Winterthur in der Schweiz. Das Motorschiff Arenenberg war für die Schweizer Dampfboot-Gesellschaft „Untersee und Rhein“ in Konstanz am Bodensee bestimmt
- die Beförderung der Olympia-Glocke von Bochum bis Berlin mit einem R40-Straßenroller im Jahr 1936
- Im Oktober 1937 die Überführung des größten Papier-Glättzylinders der Welt im Auftrag des Unternehmens Voith aus Heidenheim. Dieser wog 65 Tonnen und hatte einen Durchmesser von 5 Metern. Er wurde von Heidenheim zum Heilbronner Neckarhafen von einer Kaelble-Zugmaschine Z6R3A auf zwei zweiteiligen Straßenrollern des Typs R80 transportiert.
- 1938 Transport eines 90-Tonnen-Gussstücks einer Presse der M&W-Fabrik aus Karlsruhe auf einem 24-rädrigen Straßenroller mit Zusatzfahrzeug zum Güterbahnhof Karlsruhe
- im Winter 1939 Überführung eines 60-Tonnen-Transformators des Unternehmens ELIN aus Weiz zum Walchensee-Kraftwerk in Österreich. 24-rädriger Straßenroller R80, Zugmaschinen Kaelble Z6R3A und eine Kaelble Z6R2A100
- im Mai 1940 die Überführung eines 67 Meter langen Binnentankschiffs von der Elbe in Dresden nach Ingolstadt über die Autobahn Berlin–München
- Im Jahr 1940 wurden 15 Flusstankschiffe[3], im Jahr 1942 sechs Unterseeboote der 30. U-Flottille von der Elbe in Dresden über mehr als 300 Kilometer auf der Autobahn an die Donau in Ingolstadt überführt. Jedes Tankschiff wog etwa 140 Tonnen, jedes U-Boot etwa 274 Tonnen nach dem Entfernen aller für den Transport entbehrlichen Teile. Eingesetzt wurden in der Regel jeweils bis zu vier adaptierte Culemeyer R40, gezogen, geschoben und gebremst von ebenfalls bis zu vier Faun ZR150 oder Kaelble Z6W2A130.
- Die Prahmfähre F411 wurde von Deutschland zum Mittelmeer mit vier Straßenrollern des Typs „R80“ und drei Kaelble-Zugmaschinen des Typs Z6R2A130 überführt.

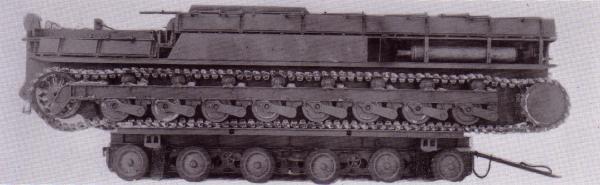
Selbstfahrlafette auf einem Culemeyer-Straßenroller „R80“

Die deutsche Wehrmacht benutzte Straßenroller hauptsächlich zum Schwerlasttransport von schwerem Gerät oder von Geschützen. Zum Transport eines Mörsers der Mörser-Karl-Gruppe wurden zwei Straßenroller benötigt; dazu wurde ein Mörser in zwei Einheiten zerlegt. Eine Einheit war das Geschütz mit 28 Tonnen Gewicht und die andere die Selbstfahrlafette des Mörsers, siehe Bild rechts.

## Ende des Straßenroller-Betriebs
Mitte der 1970er-Jahre wurden durch die Erneuerung des Tiefladewagenparks der Deutschen Bundesbahn die Straßenroller weitestgehend durch die Scheuerle-Transporter ersetzt. Die Deutsche Bundesbahn beendete die Zustellung von Güterwagen mit Straßenrollern im Jahr 1987. Die meisten Straßenroller und Zugmaschinen wurden an private Unternehmen verkauft, die danach den Straßenroller-Betrieb selber durchführten.
Der Straßenroller wurde durch das verstärkte Aufkommen von Lkw-Wechselpritschen und ISO-Containern abgelöst, wird aber noch von verschiedenen privaten Unternehmen oder bei speziellen Überführungen von Eisenbahnfahrzeugen eingesetzt.

## Zu besichtigende Straßenroller und Zugmaschinen
- Eisenbahnmuseum Darmstadt-Kranichstein: verschiedene Straßenroller, Zugmaschinen Kaelble KV 633 ZB, MAN 26.361, MAN 19.361
- Sächsisches Eisenbahnmuseum in Chemnitz-Hilbersdorf: Straßenroller und Zugmaschine Tatra 141
- Eisenbahnclub Aschersleben: Straßenroller R40 und Zugmaschinen Tatra 141 und Tatra 813
- Oldtimer Museum Rügen: SEAG-Straßenroller mit aufgelastetem Kesselwagen und roter Kaelble-Zugmaschine K633; am Ortseingang aus Richtung Stralsund eine Lok V10B auf einem DB-Straßenroller.
- Technik-Museum Speyer: LKM-Cfl-Lok auf einem 12-rädrigen SEAG-LS70-Straßenroller.
- Eisenbahnmuseum Bochum-Dahlhausen Straßenroller mit aufgelastetem Kesselwagen